# Dennenschorsvlekje
Het dennenschorsvlekje (Ascocorticium anomalum) is een schimmel behorend tot de familie Ascocorticiaceae. Hij leeft saprotroof op schors van naaldbomen. Meestal aan de binnenkant van schorsschilfers, van dennen (Pinus), sparren (Picea), Pseudotsuga, lariks (Larix) en Juniperus.

## Kenmerken
Er bestaan twee variëteiten:
- Ascocorticium anomalum var. anomalum met sporen van 3-6(-6.5) × 2-3 µm.
- Ascocorticium anomalum var. juniperi met sporen van 4,5-8 × 2-3 µm.

## Verspreiding
In Nederland komt het vrij algemeen voor. Het staat niet op de rode lijst en is niet bedreigd.